# Snow Buddies
Snow Buddies es una película del año 2008 en la serie de Air Bud. Fue lanzada en DVD el 5 de febrero de 2008.

## Sinopsis
La película continúa de la historia de Buddy y Molly en Washington. Después de decir adiós a sus dueños, los cachorros deciden jugar a las escondidas justo al momento en que BudderBall encuentra un camión de helados. Rosebud lo descubre y lo sigue en un intento de ayuda. Luego, Buddha los encuentra a ambos en el camión y B-Dog y Mud-Bud terminan en el camión que justo cierra sus puertas para dirigirse a la ciudad de Fernituktuk, Alaska.
Ya en Alaska, los cachorros se encuentra con Shasta, un pequeño husky siberiano, quien su dueño desea correr en un trineo. Los cachorros deciden ayudar a Shasta a que cumpla su sueño. Desafortunadamente, los padres de Shasta ya han muerto, cosa que pone a los cachorros en un problema ya que no hay alguien que les enseñe como convertirse en perros de trineo y la población de perros más grandes no les desean ayudar. Afortunadamente, encuentran a Talon, el mentor de los padres de Shasta, en las montañas. Aunque primero él se rehúsa, Shasta logra convencerlo de que los ayude recordándole que "No es el tamaño del perro el que cuenta, sino el corazón del equipo".
Cuando Shasta los presenta a su dueño, Adam, su nuevo equipo, el chico siente un placer porque su sueño se hacía realidad, y su equipo ejerce rutinas de vigoroso entrenamiento, a veces terminando en un efecto comediante.
Adam comienza a construir un nuevo trineo con los trabajosos cachorros. Talon orgullosamente observa como el esfuerzo del equipo dieron sus frutos y finalmente parece que cooperan como un equipo. Sin embargo, los huskeys más grandes, no están impresionados y empiezan a planear su caída. Ellos revelan a los cachorros que los padres de Shasta murieron en una carrera, cuando el hielo debajo de ellos se rompió desalentando a los cachorros.
En Washington, Buddy y Molly encuentran el juguete de fútbol americano de Budderball atrás en el camión de helados y toman la misma ruta que los cachorros lo hicieron a Alaska.
Talon llama a los cachorros a la montaña tarde una noche para que vean la Aurora Boreal antes que le diga a Shasta sabe todo lo que necesita saber y que él puede convertirse en el gran líder que algún día fue su padre. A la mañana siguiente, los cachorros entran a la carrera con Adam. Luego de ser recordados de que la carrera era muy peligrosa por el oficial de policía, los cachorros empiezan la carrera.
Mientras tanto, Buddy y Molly van en búsqueda de los cachorros en Alaska, justo cuando Bernie, el perro de rescate, los informa de su participación en la carrera y, sin mucho esperar, el trío trata de encontrar a los cachorros. El padre de Adam también empieza a buscar a su hijo.
El equipo logra llegar al punto de control ubicado a la mitad de la carrera sin mucha dificultad. El oficial de policía finalmente chequea su correo electrónico y se da cuenta de que los cachorros en su ciudad son los cachorros que eran de Washington. La tormenta de nieve es cada vez más peligrosa mientras el padre de Adam es atrapado en la nieve y el competidor principal de Adam y dueño de los perros competidores empieza a hacer trampa y sabotea los trineos de los otros equipos. Adam y el equipo hacen un refugio en un iglú hasta que la tormena pare. Ellos van cabeza a cabeza con su oponente y Jean George y Adam son heridos. 
Adam se recupera. Los perros de Jean George se meten en problemas cuando el hielo debajo de ellos se destroza. Jean George continúa y abandona a sus perros mientras que Adam y los cachorros empiezan la operación de rescate ignorando el temor de Shasta de la muerte de sus padres. Los cachorros logran sacar a los perros fuera del agua congelada y Jean George continúa la carrera sin dar las gracias.
Los perros de Jean George se dan cuenta de que no le deben nada a su dueño y todo a Shasta y los cachorros, y, empiezan a ralentizarse logrando que Jean George pierda la carrera. Adam es el ganador y los cachorros se reúnen con Buddy y Molly. Jean George libera a los perros y ellos responden amablemente persiguiéndolo por el Ártico. Los cachorros, Buddy y Molly regresan a casa vía avión y son recibidos por sus dueños Sam, Bartleby, Billy, Alice, Pete, Henry y Noah; quienes los estaban esperando. Budderball y su dueño, Bartleby, están viendo las noticias al día siguiente y Bartleby queda completamente estupefacto cuando ve la parte en la que los Buddies, Adam y Shasta ganan la carrera. Esa noche, Buddy y Molly se sientan en el techo de su casa y discuten los logros de sus cachorros, mientras se preguntan si algún día dejarán de explorar. La película termina con Adam y Shasta caminando por Alaska en una fría noche de invierno con cinco perros esquimales, mientras Talon narra un recordatorio para la audiencia de que "la vida puede llevarte a donde menos te lo esperas, pero ten fe y sabrás exactamente dónde debes estar". Ellos aterrizan y viven felices para siempre.

## Reparto
- Dominic Scott Kay como Adam Bilson.
- John Kapelos como Jean George.
- Mike Dopud como Joe Bilson.
- Charles C. Stevenson Jr. como el oficial de policía.
- Lise Simms como Meg Bilson.
- Dylan Minnette como Noah Framm.
- Richard Karn como Patrick Framm.
- Cynthia Stevenson como Jackie Framm.
- Lucas Zayonc como Joel el Goalie.

## Voces
Nota: Las voces son las voces originales y no las dobladas.
- Liliana Mumy como Rosebud (voz).
- Henry Hodges como Mudbud (voz).
- Skyler Gisondo como B-Dawg  (voz).
- Jimmy Bennett como Buddha  (voz).
- Josh Flitter como Budderball.
- Dylan Sprouse como Shasta (voz).
- Tom Everett Scott como Buddy (voz).
- Molly Shannon como Molly (voz).
- Kris Kristofferson como Talon (voz).
- Jim Belushi como Bernie (voz).
- Paul Rae como Phillipe (voz).
- Lothaire Bluteau como Francois (voz).
- Whoopi Goldberg como Señora Mittens (voz).

## Controversia
Disney importó 20 cachorros de Golden Retriever desde el Estado de Nueva York a Vancouver, Canadá para la filmación de la película. Un segundo grupo de 8 cachorros de 8 semanas fueron importados de Washington una semana más tarde. Muchos de ellos contrajeron al virus de parvovirus, que pudieran haberse defendido si hubiesen sido vacunados. Al menos 15 cachorros mostraron signos de la enfermedad, incluyendo infecciones parasitarias de la Giardia lamblia y de Coccidiasina, y todos ellos fueron sacados del set. Tres de ellos fueron sacrificados para la invaginación intestinal. The American Humane Association obligó la supresión de los dos primeros grupos de cachorros, y luego de un retraso de 4 semanas, tiempo en el que todos los cachorros estuvieron en cuarentena hasta que sanen, Disney contrató 8 cachorros para continuar la filmación. A estos cachorros se les unieron cachorros del segundo grupo que no se contagiaron y la filmación fue completada. En total, 5 cachorros murieron durante la filmación de la película.